# National Rugby League 1941
La New South Wales Rugby Football League de 1941 fue la 34.ª edición del torneo de rugby league más importante de Australia.

## Formato
Los clubes se enfrentaron en una fase regular de todos contra todos, los cuatro equipos mejor ubicados al terminar esta fase clasificaron a la postemporada.
Se otorgaron 2 puntos por el triunfo, 1 por el empate y ninguno por la derrota.

## Desarrollo

### Tabla de posiciones
| Pos. | Equipo                        | Encuentros | Encuentros | Encuentros | Encuentros | Tantos | Tantos | Tantos | Puntos |
| Pos. | Equipo                        | PJ         | PG         | PE         | PP         | F      | C      | Dif    | Puntos |
| ---- | ----------------------------- | ---------- | ---------- | ---------- | ---------- | ------ | ------ | ------ | ------ |
| 1    | Eastern Suburbs               | 14         | 9          | 0          | 5          | 217    | 160    | +57    | 18     |
| 2    | Balmain Tigers                | 14         | 9          | 0          | 5          | 243    | 205    | +38    | 18     |
| 3    | Canterbury-Bankstown Bulldogs | 14         | 9          | 0          | 5          | 205    | 182    | +23    | 18     |
| 4    | St. George Dragons            | 14         | 8          | 1          | 5          | 307    | 248    | +59    | 17     |
| 5    | Newtown Jets                  | 14         | 6          | 2          | 6          | 219    | 242    | -23    | 14     |
| 6    | Western Suburbs Magpies       | 14         | 6          | 0          | 8          | 247    | 226    | +21    | 12     |
| 7    | South Sydney Rabbitohs        | 14         | 4          | 0          | 10         | 193    | 277    | -84    | 8      |
| 8    | North Sydney Bears            | 14         | 3          | 1          | 10         | 171    | 262    | -91    | 7      |

|  | Postemporada. |

### Postemporada

#### Semifinales
| 16 de agosto | Eastern Suburbs | 24 - 22 | Canterbury-Bankstown Bulldogs |  |  |

| 23 de agosto | Balmain Tigers | 8 - 32 | St. George Dragons |  |  |

#### Final
| 30 de agosto | Eastern Suburbs | 14 - 31 | St. George Dragons | Sydney Cricket Ground, Sídney   |  |
|              |                 |         |                    | Asistencia: 39.957 espectadores |  |

| Bandera de Australia       |
| Campeón St. George Dragons |
| Primer título              |